# Chlorochaeta obsoletaria
Chlorochaeta obsoletaria är en fjärilsart som beskrevs av John Henry Leech 1897. Chlorochaeta obsoletaria ingår i släktet Chlorochaeta och familjen mätare. Inga underarter finns listade i Catalogue of Life.